# Daniel Bragança
Daniel Santos Bragança (* 27. Mai 1999 in Almeirim) ist ein portugiesischer Fußballspieler, der aktuell bei Sporting Lissabon unter Vertrag steht.

## Karriere

### Verein
Bragança begann seine fußballerische Ausbildung bei Sporting Lissabon in Portugal. In der Saison 2016/17 spielte er dort bereits sechsmal in der UEFA Youth League, wobei er einen Treffer erzielte. Auch in der Saison 2017/18 kam er siebenmal für die U19 in der Youth League zum Einsatz. Im Januar 2019 wurde er bis Saisonende an den SC Farense verliehen. Am 19. Januar 2019 (18. Spieltag) wurde er gegen den FC Famalicão eingewechselt und gab somit sein Profidebüt in der Segunda Liga. Am 29. Spieltag stand er in der Startelf und schoss bei einem 3:1-Sieg gegen die GD Estoril Praia das 1:0 und somit sein erstes Tor auf Profiebene. In der gesamten Saison 2018/19 spielte er 16 Mal für seinen Leihklub (zwei Tore) und einmal für die U23 Sportings. Zur Folgesaison wurde er an seinen ehemaligen Ligakonkurrenten GD Estoril Praia verliehen. Für diese debütierte er am 18. August 2019 (2. Spieltag) gegen seinen Exklub Farense in der Startelf. Bei seinem dritten Einsatz, gegen den Varzim SC gelang ihm sein erstes Tor und seine erste Vorlage für seinen neuen Verein und so hatte er einen großen Anteil bei dem 3:1-Heimsieg. In der gesamten Spielzeit 2019/20 kam er auf 20 Ligaeinsätze (von 24 möglichen) und traf dabei viermal.
Nach seiner Rückkehr zu Sporting erhielt er dort einen Profivertrag mit einer Laufzeit bis Juni 2024. Nach seiner Rückkehr debütierte er in der Europa-League-Qualifikation gegen den Aberdeen FC. Wenige Tage später wurde er in der 65. Minute für Luciano Vietto gegen den FC Paços de Ferreira eingewechselt und spielte somit erstmals in der Primeira Liga. Besonders gegen Ende der Saison kam er immer mehr zu Startelfeinsätzen, spielte insgesamt 2020/21 21 Ligaspiele und gewann mit Sporting am Ende die portugiesische Meisterschaft. Mitte September 2021 absolvierte Bragança sein erstes Spiel in der UEFA Champions League nach Einwechslung bei einer 1:5-Niederlage gegen Ajax Amsterdam. Drei Monate später schoss er gegen den Gil Vicente FC sein erstes Tor in Portugals höchster Spielklasse, als er mit dem Team 3:0 gewann. Insgesamt spielte er 2021/22 36 Mal in allen Wettbewerben und schoss zwei Tore in der Liga. Mit Sporting wurde er Vizemeister und gewann den Ligapokal. In der Saison 2023/24 entwickelte er sich zum Stammspieler. Er bestritt 28 Ligapartien, neun Europa-League-Spiele und zehn Spiele in den Pokalwettbewerben. Mit Sporting gewann er erneut die Meisterschaft, kam in der Europa League bis ins Achtelfinale und verlor erst im Finale in der Taça de Portugal. In der Spielzeit 2024/25 lief er in wettbewerbsübergreifend 29 Spielen auf, wobei er vier Tore schoss und neun Vorlagen beisteuerte. Mit seinem Verein gewann er erneut die Meisterschaft, verlor im Supercup und im Ligapokal das Finale, tritt jedoch in der Taça de Portugal noch im Finale an.

### Nationalmannschaft
Bragança kam 2017 und 2018 zweimal für die U18 Portugals und einmal für Portugals U20 zum Einsatz.
Mit der U21 kam er bei der U21-EM 2021 bis ins Finale, verlor dies jedoch mit 0:1 gegen Deutschland. Bragança kam bei allen Turnierspielen zum Einsatz und spielte zwischen September 2019 und Juni 2021 zwölf Mal für die U21-Nationalmannschaft Portugals. Die Spielzeit 2022/23 verpasste er komplett aufgrund einer schweren Knieverletzung und Operationen.

## Erfolge
Sporting Lissabon
- Portugiesischer Meister: 2021, 2024, 2025
  - Vizemeister: 2022
- Portugiesischer Ligapokalsieger: 2021, 2022
- Portugiesischer Pokalsieger 2025

Nationalmannschaft
- U21-Vize-Europameister: 2021